# トマス・ウェントワース (初代ストラフォード伯爵)
初代ストラフォード伯爵トマス・ウェントワース（英語: Thomas Wentworth, 1st Earl of Strafford, 1593年4月13日 - 1641年5月12日）は、イングランドの政治家、貴族。
庶民院議員として政界入り。当初は反国王派だったが、1628年から国王派に転じた。1629年から1640年にかけて国王チャールズ1世は議会無視の親政を行ったが、その間に北部評議会議長やアイルランド総督などを歴任し、イングランド北部やアイルランドで専制政治を展開した。1639年にはカンタベリー大主教ウィリアム・ロードとともに国王の筆頭顧問官となる。しかしイングランド内戦前夜の1640年から1641年にかけての議会で専制政治の責任を追及されて私権剥奪法可決により処刑された。
1628年7月にウェントワース男爵、同年12月にウェントワース子爵、1640年にストラフォード伯爵に叙せられた。

## 概要
1593年に後に初代準男爵に叙されるジェントリのウィリアム・ウェントワースの息子として生まれる。ケンブリッジ大学やインナー・テンプルで学ぶ。1614年に父の死により準男爵位を継承した（→青年期まで）。
1614年の議会で庶民院議員に初当選した。ジェームズ1世・チャールズ1世とその側近バッキンガム公ジョージ・ヴィリアーズの政策に反対し、1627年の強制借用金の際には支払いを拒否して一時投獄されている（→庶民院議員として）。1628年の権利の請願にも賛成した（→権利の請願）。
しかし間もなく国王派に転じ、1628年7月にウェントワース男爵、同年12月にウェントワース子爵に叙されるとともに北部評議会議長に任じられた。1629年に議会が閉会されて国王親政が開始されると、北部イングランドで専制政治を行った（→国王派に）。1632年にはアイルランド総督（ロード・デピュティ）に就任し、アイルランドでも専制政治を行った（→アイルランド総督）。
1639年9月にロンドンに呼び戻され、カンタベリー大主教ウィリアム・ロードとともに国王の筆頭顧問となる。1640年にはストラフォード伯爵に叙される。主教戦争の戦費の捻出のために議会の招集を国王に助言したが、1640年4月から5月にかけて招集された議会（短期議会）は臨時課税に厳しい態度だったので解散させることに同意した（→中央の権力者に）。
同年11月にスコットランドへの賠償金支払いのために再度議会を招集することになったが（長期議会）、庶民院の態度はより厳しくなっており、急進的進歩派の議員ジョン・ピムの主導でストラフォード伯の弾劾が推し進められた。弾劾は貴族院での可決が困難だったので、途中で私権剥奪と処刑を求める法案に切り替えられた。ロンドン市民の示威運動の圧力などにより貴族院も国王も妥協し、法案は成立した（→議会からの弾劾と私権剥奪）。
これにより1641年5月12日に処刑された。しかし議会と国王の対立は収まらず清教徒革命（イングランド内戦）へ突入し、王党派は敗れ去り、ロードもチャールズ1世も処刑されることになる（→処刑とその後）。

## 生涯

### 青年期まで
1593年4月13日、後に初代準男爵に叙されるサー・ウィリアム・ウェントワースとその妻アン（旧姓アトキンス）との間の息子としてロンドンのチャンスリー・レーンで生まれた。
ウェントワース家はヨークシャー・ウェントワース・ウッドハウスを中心とする歴史の古いジェントリ（地主）の家系である。
ケンブリッジ大学セントジョン・カレッジに入学し、1607年からはインナー・テンプルでも学んだ。
1611年10月、第4代カンバーランド伯爵フランシス・クリフォードの娘マーガレット・クリフォードと結婚し、12月にはナイトの称号を得た。
1612年から1613年にかけてグランドツアーに出た。
1614年9月に父が死去し、第2代準男爵位を継承した。1615年からヨークシャー西リディング首席治安判事に就任した。

### 庶民院議員として

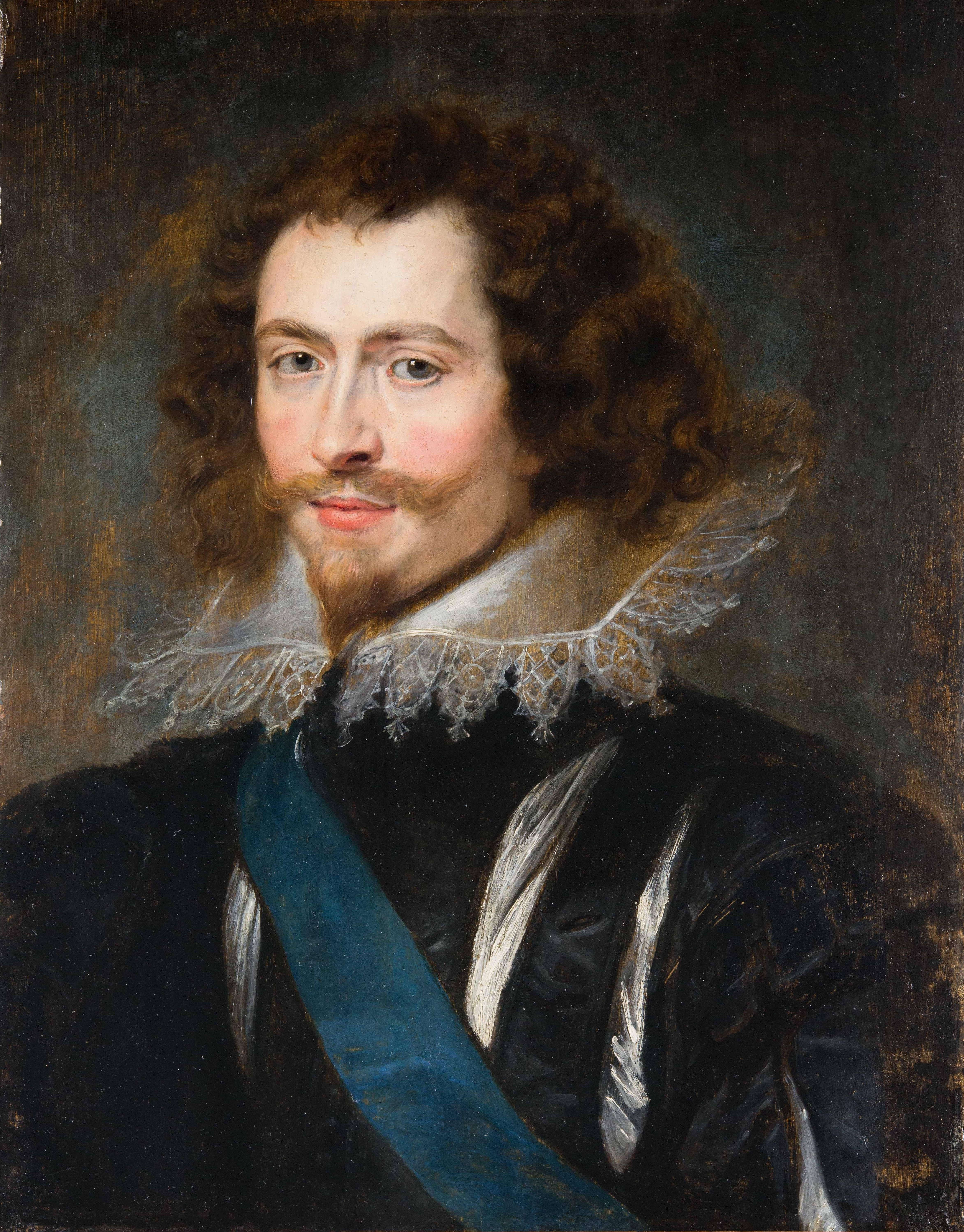
初代バッキンガム公ジョージ・ヴィリアーズ。ジェームズ1世・チャールズ1世の右腕的存在で代議士時代のウェントワースは彼を批判した

1614年に招集された所謂「混乱議会」においてヨークシャー選挙区から選出されて庶民院議員となる。1621年の議会でも庶民院議員に選出される。
ウェントワースも他の議員たちと同様、ジェームズ1世とその側近バッキンガム公ジョージ・ヴィリアーズの施策に反対の立場をとった。同じ選挙区から選出されたジョージ・キャルバートの対スペイン和平論に賛成し、バッキンガム公の対スペイン主戦論に反対した。
1622年に妻マーガレットと死別し、3年後の1625年に初代クレア伯爵ジョン・ホリスの娘アラベラ・ホリスと再婚した。
1624年の議会ではポンテフラクト選挙区から選出され、つづく1625年には再びヨークシャーから選出される。
バッキンガム公を批判しつつも1626年にジョン・エリオットが提出したバッキンガム公弾劾の動議には賛成しなかった。
しかし議会の代表的な反政府指導者として政府に危険視され、1626年にはヨークシャーのシェリフに任じられた。シェリフは庶民院議員との兼業を禁じられていたためである。
1627年には国王による強制借用金（Forced Loan）に反対して支払いを拒否したため、6か月ほど投獄されている。

### 権利の請願
1628年3月に議会が招集され、ウェントワースは再びヨークシャーから庶民院議員に選出される。
この議会の直前に強制借用金を裁判所は合法と認めなかったのに、法務次官が判決文を改竄して合法と判決したかのように見せかける事件が起こっていた。その憤慨の中で議会は始まり、ウェントワースも「イングランド人の自由を守るため人身の保護と恣意的課税の禁止の立法が欠かせない」と訴えた。
議会は議会の同意なき課税の禁止、恣意的逮捕からの自由、軍隊の強制宿泊の禁止、民間人への軍法適用禁止などから成る権利の請願を提出し、ウェントワースもそれに賛成した。
金のない国王チャールズ1世は特別課税を可決してもらうためにそれを認めるよりほかなかった。

### 国王派に
ウェントワース取り込みに腐心していた国王は、ウェントワースを1628年7月22日にウェントワース男爵、同年12月13日にウェントワース子爵に叙し、さらに12月25日には北部評議会議長に任じた。さらに同年8月にはこれまでウェントワースが強く批判してきたバッキンガム公が暗殺された。これによりウェントワースは政府への態度を軟化させていき、国王と議会の調停役になり、ついには国王派に転じることになった。
1629年には枢密顧問官に任じられる。
1629年3月に議会が停会された後、国王は1640年まで議会を開かず、親政を開始した。その親政下において権力を握ったのがウィリアム・ロードとウェントワースだった。しかしウェントワースが中央の実権を握ったのは1639年9月から1640年に議会が再開されるまでの親政最末期だけであり、大半の期間はロードが実権を掌握していた。
北部評議会議長としてイングランド北部を統治したが、王権に背くものを徹底的に弾圧した。後のクラレンドン伯爵エドワード・ハイドはその統治を「北部を専制的権力の海に沈め、人々を社会不安、抑圧、貧困の迷路に引きずり込んだ」と表現している。
1631年には2人目の妻を亡くして翌1632年にエリザベス・ローズと結婚した。

### アイルランド総督

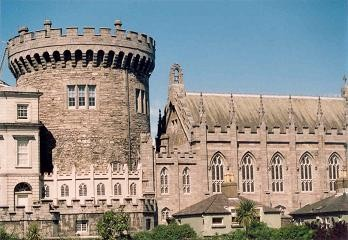
ダブリン城。当時アイルランド総督府を兼ねていた

国王派になったとはいえ、独立不羈の性格のために国王から疎んじられ、1632年1月に中央から厄介払いされる形でアイルランド総督（ロード・デピュティ）に任じられた。
1633年にダブリンに入り、以降1640年までアイルランド統治にあたった。彼はアイルランドからできる限り搾り取ろうと苛烈な支配を行った。その世論無視、反逆者への不寛容政策を彼自身は「徹底政策」と呼んだ。
1634年にはアイルランド議会を招集して多額の徴税を承認させた。さらに従来の総督府がアイルランド人に残しておいた土地を奪い取るべく、コノートに新植民地建設を行った。またダブリン近郊に入植したイングランド系・カトリック系の旧植民者と北部アルスターに植民したスコットランド系・長老派の新植民者の対立を利用した分断統治によって容赦ない収奪を行った。またアイルランドを経済的に従属的条件下に保っておくために羊毛工業を抑制し、アイルランドが毛織物の供給をイングランドに仰がざるを得ない状態にした。またイングランドと競合する恐れがないリネン生産を推進し、スペインとの交易を始めた。海賊も徹底的に一掃して貿易をしやすくし、関税収入を増加させた。
こうした処置により総督府の財政を均衡させることに成功し、イングランドはアイルランド統治で初めて黒字を得ることができた。
彼の統治の目的は大ブリテン島における王室の支配強化にアイルランドの資源を利用することにあったので、彼はこれらの増収の大半を軍隊強化に注ぎ込んだ。
また教会と土地の収入も回復させ、教会堂の再建や聖職者の住宅建設にも尽力した。アイルランドの国教会化を目指し、アイルランドのイングランド国教会からの独立を訴える地方聖職者会議にイングランド国教会の39箇条項について認めさせた。しかし彼のアイルランド国教会化政策は、分割統治が裏目となり、すべての宗派から反発を買い、この不満が後の内乱の発火点となる。

### 中央の権力者に
第1次主教戦争に敗れ、1639年6月にベリック条約を結ぶことになった国王チャールズ1世は、北部やアイルランド統治で実績を上げていたウェントワースを1639年9月にロンドンに呼び戻し、ロードと並ぶ筆頭顧問官に任じた。さらに1640年1月にはストラフォード伯爵に叙された。
チャールズ1世は再度の戦争を目指していたが、戦費の不足は明らかだった。そこでストラフォード伯は臨時課税のために議会を招集することを進言し、チャールズ1世もそれに賛成した。
こうして1640年4月13日に11年ぶりに議会が招集されたが（短期議会）、議会は臨時課税に応じる前に議会軽視の親政に苦情を申し立て、政治改革を求めた。国王は貴族院を取り込んで事態を打開しようとしたが、庶民院の反発がより強まったので5月5日には議会を解散した。ストラフォード伯も臨時課税可決の見込みなしと見て解散に賛成している。
一方アイルランドでは、1640年3月にアイルランド総督（ロード・レフテナント）に就任し、アイルランド議会を招集して臨時課税を認めさせることに成功している。またこの頃、アイルランド軍をスコットランド軍の進入や反乱防止に使おうとしているという噂が流れて「暴君ブラック・トム（Black Tom Tyrant）」とあだ名された。

### 議会からの弾劾と私権剥奪
1640年8月にはスコットランド軍がイングランドへ侵攻してきた（第2次主教戦争）。ストラフォード伯はヨークシャーに軍を集めてこれを迎え討とうとしたが、結局敗れてノーサンバーランドとダラムを占領された。軍資金がないチャールズ1世は、スコットランド軍撤兵の条件として5万ポンドの賠償金をスコットランドに支払うリポン条約の締結を余儀なくされた。チャールズ1世はその賠償金も用意できないため、更に弱い立場で11月3日に議会を再招集する羽目になった（長期議会）。
半年の間に世論の空気は変わっており、国王とその側近に対する信頼は完全に消えていた。そのため前議会が穏便に親政前に戻ろうとしていたのに対し、新議会は親政の責任追及の機運が高かった。親政下で逮捕された政治犯が次々と釈放されるとともに国王側近に厳しい責任追及が行われることになった。
急進的進歩派の指導者の庶民院議員ジョン・ピムはストラフォード伯を「国民の自由の最大の敵」と見做していた。ピムの主導で庶民院は彼の弾劾裁判を推し進めた。そして11月11日には「王国の基本法を転覆しようとした」とされて反逆罪で弾劾されたが、ストラフォード伯自身の反論と貴族院が逡巡して弾劾に同意しそうになかったことから庶民院は戦術を転換し、対象とされた人物から生存権を含めたすべての権利を奪い取る私権剥奪法制定を目指した。
1641年4月に庶民院はストラフォード伯の私権剥奪と死刑を求める法案を204対59で可決させた。アイルランド・カトリック軍を国王のために使うことを示唆したストラフォード伯のメモの公表、また議会外のロンドン市民によるストラフォード伯処刑を求める示威行動などの影響で貴族院も妥協して同法案に賛成した。議会がこれほど彼の処刑を急いだのは、ストラフォード伯こそは唯一国王の専制政治を復活させうる力量を持つ政治家と恐れられていたからである。実際に国王は軍隊と共謀して議会を解散し、ストラフォード伯を救出する陰謀を企てていた。
国王は法案への署名に逡巡したが、ロンドン市民の暴発を恐れて結局拒否権を行使できなかった。またストラフォード伯自身も国王に以下のように手紙を書いて自分の処刑法案を拒否しないよう訴えていた。
| 「…私は、陛下の署名拒否によって起こるであろう暴動や虐殺といった惨事を防ぐために、陛下にご署名なさることを謹んで嘆願いたします。現在の不幸な状況を乗り越えて、陛下と議会が神の祝福のもとに合意にいたることができるならば、これにまさる望みはありません。」 |

### 処刑とその後

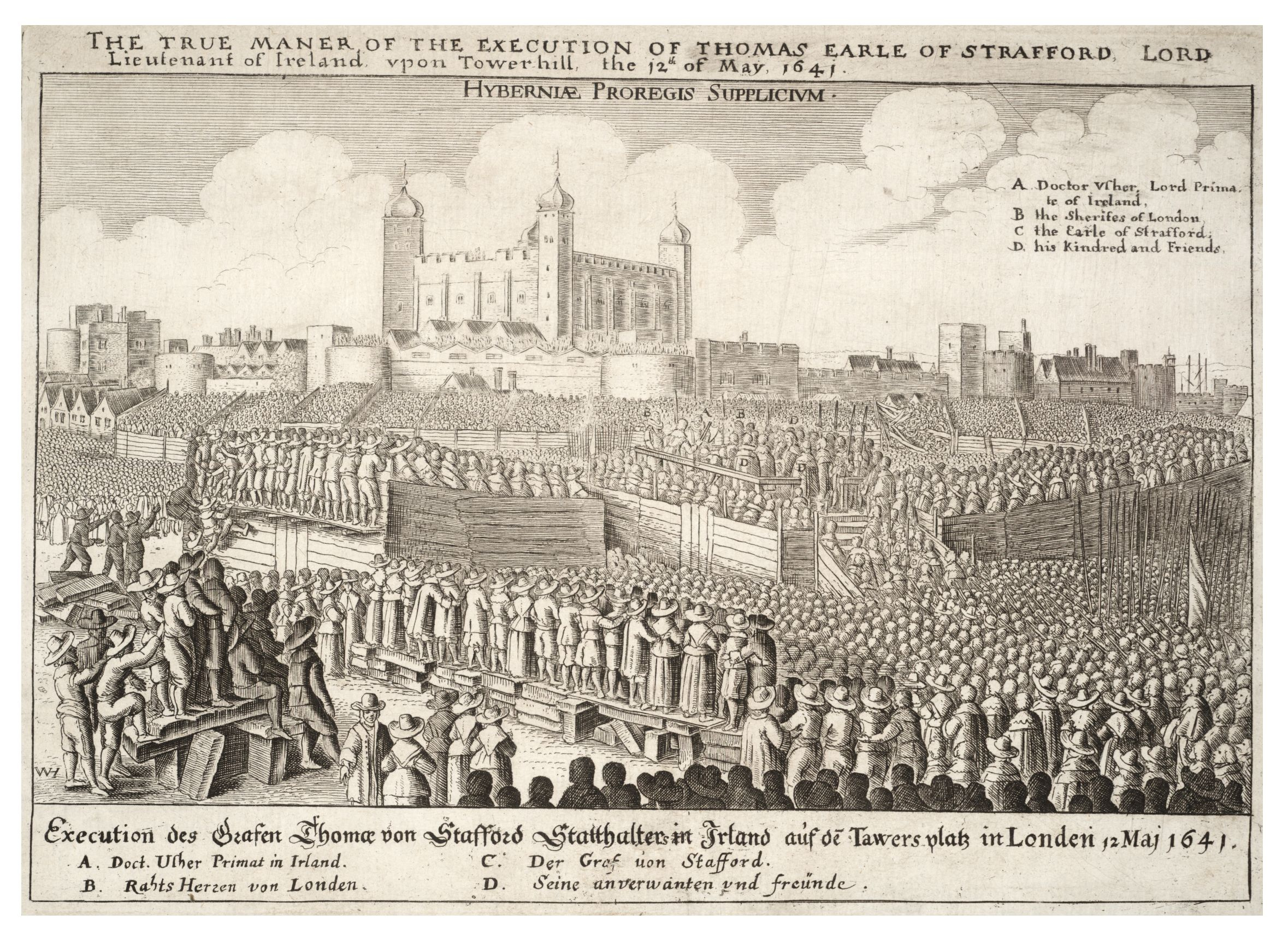
ストラフォード伯の処刑場面

1641年5月12日にタワー・ヒルにおいて処刑された。
ストラフォード伯処刑の知らせがアイルランドに届くと、当地の治安はたちまち混乱に陥った。ストラフォード伯のイングランド化政策によって追いやられていたカトリック系住民が反乱を起こし（アイルランド反乱・アイルランド同盟戦争）、プロテスタント住民が虐殺されたという報が過大にイングランドに伝わった。これがイングランドの秩序も混乱に陥れ、イングランド内戦（第一次イングランド内戦）と三王国戦争（清教徒革命）によってブリテン諸島は戦争の時代に突入することになった。
ストラフォード伯の死から4年後の1645年にロードも処刑され、8年後の1649年にはチャールズ1世も処刑された。チャールズ1世は処刑前の最後の望みを「罪状をストラフォードの処刑に署名したことにしてほしい」と言い残したといわれる。
ストラフォード伯位を始めとする爵位は全て剥奪されたが、息子のウィリアム・ウェントワースはチャールズ1世の息子チャールズ2世の王政復古後の1662年、議会法によってストラフォード伯位への復権を認められている。

## 栄典

### 爵位/準男爵位
1611年6月29日に父から第2代準男爵位(イングランド準男爵位)を継承した。
1628年7月22日に以下の爵位を新規に与えられた。
- ウェントワース・ウッドハウスの初代ウェントワース男爵（英語版） (1st Baron Wentworth, of Wentworth Woodhouse)
(勅許状によるイングランド貴族爵位)
- 初代ニューマーチ＝オーバーズリー男爵 (1st Baron of Newmarch and Oversley)
(勅許状によるイングランド貴族爵位)

1628年12月13日に以下の爵位を新規に与えられた。
- 初代ウェントワース子爵 (1st Viscount Wentworth)
(勅許状によるイングランド貴族爵位)

1640年1月12日に以下の爵位を新規に与えられた。
- 初代ストラフォード伯爵 (Earl of Strafford)
(勅許状によるイングランド貴族爵位)
- ダラム州・主教管区における初代レイビー男爵 (1st Baron of Raby in the County or Bishopric of Durham)
(勅許状によるイングランド貴族。特別継承権で男子なき場合に弟ウィリアムとジョージに継承可能)

1641年5月12日に処刑・爵位剥奪される。

## 家族
1611年、第4代カンバーランド伯爵フランシス・クリフォードの娘マーガレットと結婚したが、彼女との間に子供はできず、1622年に死別した。
1625年に初代クレア伯爵ジョン・ホリスの娘アラベラ・ホリスと再婚し、彼女との間に以下の2男2女を儲けた。
- 長男ウィリアム・ウェントワース（英語版） (1626-1695) - 第2代ストラフォード伯爵
- 次男トマス・ウェントワース - 夭折
- 長女アン・ウェントワース (1629-1696) - 第2代ロッキンガム男爵エドワード・ワトソンと結婚。首相チャールズ・ワトソン＝ウェントワースの曾祖母
- 次女アラベラ・ウェントワース (1630-1689) - マウントカシェル子爵ジャスティン・マッカーシー（英語版）と結婚

1631年にアラベラと死別し、1632年にサー・ゴドフリー・ローデスの娘エリザベス・ローデスと再婚した。彼女との間に以下の1男1女を儲けた。
- 三男トマス・ウェントワース
- 三女マーガレット・ウェントワース